# Patelloida conulus
Patelloida conulus — вид морских брюхоногих моллюсков семейства Lottiidae. Встречается в основном на раковинах брюхоногого моллюска Batillaria multiformis на песчаных и илистых берегах в средней приливной зоне на камнях, но его также можно найти на раковине Batillaria cumingii, на валунах и пустых раковинах. Обитает в Северо-западной части Тихого океана: побережья Японии, Южной Кореи, Китая, Тайваня и Гонконга. Раздельнополые с внешним оплодотворением. Эмбрионы развиваются в планктонных личинок-трохофор, а затем в личинок-велигеров, прежде чем стать полностью взрослыми. Безвреден для человека, не является объектом промысла. Охранный статус вида не оценивался.